# Can Raimí
Can Raimí (antigament escrit Reymir) és una masia d'Argentona (Maresme), catalogada com a bé cultural d'interès local. Al seu voltant s'ha construït la urbanització que porta aquest nom.

## Descripció
Petira masia de tres cossos perpendiculars a la façana i celler al darrere, de planta baixa i pis,
amb teulada asimètrica a dues aigües i carener perpendicular a la façana, fruit segurament d'una substitució o reconstrucció tardana, ja que la part dreta estava mig enderrocada a inicis del segle xx, motiu pel qual no es conserva el ràfec ni elements de pedra. La façana principal té un portal d'arc de mig punt d'onze dovelles i una finestral conopial amb la llinda, brancals i ampit de granit motllurat a l'estil gòtic. La resta d'obertures tenen emmarcaments de pedra, i també s'hi conserva un rellotge de sol.
L'interior conserva l'entrada amb una porta d'impostes gòtiques i una altra amb permòdols, ambdues del segle xvi. L'estança de l'esquerra conserva el terra antic i també un retamans. Al lateral i al darrere hi ha obertures de pedra.